# Laanshøj
Laanshøj – miasto w Danii, w regionie Stołecznym, w gminie Egedal.